# Verbena valerianoides
Verbena valerianoides — вид трав'янистих рослин родини Вербенові (Verbenaceae), ендемік Колумбії.

## Опис
Виробляє сидячі, від вузьколанцетної до довгастоланцетної форми, цілі листки, а також короткі, товсті колоски, де центральний — сидячий.

## Поширення
Ендемік гірської Колумбії.

## Використання
Має медичне використання.